# Apache (značka kol)
Apache je česká značka jízdních kol spadající pod českobudějovickou společnost DAJ Sport. Byla založena v roce 1991 Miroslavem Míkou, který je též majitelem značky. Výroba jízdních kol a elektrokol probíhá dodavatelsky.

## Historie
Výroba jízdních kol probíhala v Kopřivnici, následně se přesunula z velké části do zahraničí a od roku 2017 do modelového roku 2020 se opět odehrávala v Česku, převážně ve výrobním závodu BP Lumen v Úpici. Po neshodách ohledně dalšího směřování značky došlo na začátku roku 2021 k opuštění výrobního závodu BP Lumen, který se rozhodl jít cestou založení nové značky Levit, která měla být zaměřena na levnější kola. Od modelového roku 2022 se firmě povedlo najít nového partnera pro výrobu jízdních kol a to italského výrobce Devron. Výroba dražších modelů kol se pak odehrává v továrně BPS, spadající pod značku KTM, v Šumperku.